# Ricardo Fuenzalida
Ricardo Fuenzalida Castillo (Punta Arenas, Chile, 23 de noviembre de 1992) es un futbolista chileno. Juega de mediocampista y su club actual es Provincial Osorno de la Segunda División Profesional de Chile.

## Clubes
| Club                      | País      | Año       |
| ------------------------- | --------- | --------- |
| Deportes Puerto Montt     | Chile     | 2008-2012 |
| Deportes Linares          | Chile     | 2015-2016 |
| Deportes Melipilla        | Chile     | 2016-2020 |
| → Audax Italiano (cedido) | Chile     | 2019      |
| Deportes Santa Cruz       | Chile     | 2021      |
| CA Fénix                  | Argentina | 2022      |
| Arturo Fernández Vial     | Chile     | 2023      |
| Concón National           | Chile     | 2024      |
| Provincial Osorno         | Chile     | 2025-Act. |

## Controversia
Tras el término de la fase regular del torneo de Primera División chileno de 2021, en donde Deportes Melipilla terminó en la 14° posición, se ingresó una denuncia realizada por alrededor de 12 equipos del fútbol chileno y la directiva de la ANFP, en la cual se acusa al conjunto melipillano de "dobles contratos" y "pagos en negro" a jugadores del plantel. Entre las pruebas, están los testimonios de Fuenzalida y José Huentelaf. Fuenzalida también acusó que Carlos Encinas, dirigente de Melipilla trato de coimearlo y amenazar al jugador para que este no prestara su testimonio. El jugador grabó una llamada telefónica con Encinas, en la cual este último le indica: «Ven a hablar conmigo, se te van a aclarar todas las dudas y va a ser el mejor día de tu vida. Vente para acá y te vas a ir muy contento (...) Deja de pensar que yo te cagué, yo no cago a nadie. ¿Sabes lo que me ha costado Lautaro (de Buin) estos dos años? Y después que me quitaron el título porque un hueón pensó que iba a ganar 10 millones al año siguiente.» En la llamada telefónica, Encinas le ofrece a Fuenzalida un contrato para jugar la temporada siguiente en alguno de sus equipos. Fuenzalida no aceptó la oferta.
Finalmente, Deportes Melipilla fue expulsado por la Primera Sala del Tribunal de Disciplina de la ANFP, debido a las irregularidades denunciadas; sin embargo, la Segunda Sala del Tribunal  revocó su expulsión y determinó la pérdida de seis de los puntos obtenidos durante el torneo 2021, provocando con ello su descenso directo a Primera B 2022.

## Palmarés

### Campeonatos nacionales
| Título                       | Equipo                | País  | Año     |
| ---------------------------- | --------------------- | ----- | ------- |
| Segunda División Profesional | Deportes Puerto Montt | Chile | 2014-15 |